# Macu-nadebes
Os macu-nadebes ou simplesmente nadebes (Nadëb) são uma das etnias macus, que habita o noroeste do estado brasileiro do Amazonas, mais precisamente nas Terras Indígenas Paraná Boá-Boá, Rio Teá e Uneiuxi. Subdividem-se em dois grupos principais: os nadebes-do-rio-negro e os nadebes-do-roçado. Fazem parte da família linguística macu no Brasil, juntamente com outros povos como: dâw, macu-hupdás e macu-iuhupdes.  Na literatura etnográfica, linguística e pelos regionais são chamados por vários nomes como: macu, nadëb, nadöbö, anodöub, makunadöbö, guariba, guariua-tapuio, cabori, cabari, xiriwai, xuriwai, kuyawi, camã e nadëp.
Conforme Silverwood-Cope (1972), os macus orientais são conhecidos como “índios da floresta” e são classificados como “caçadores-coletores”. Atualmente, os nadebes podem ser classificados de pescadores e coletores devido à aproximação e moradia nos cursos dos grandes rios. Praticam também a agricultura de subsistência com o plantio da mandioca e de algumas frutas, produzindo derivados da mandioca: farinha, tapioca e beiju com o peixe.
São semi-nômades, matrilocais, etnicamente endogâmicos, tendo a prima cruzada bilateral como par ideal para o casamento. Praticam a exogamia entres seus grupos locais. Sendo matrilocais é o marido que desloca do seu grupo e vai habitar com os parentes da mulher. Tendo o genro a responsabilidade de cuidar dos pais da mulher, inclusive ajudar no plantio de suas roças.

## Nadebes-do-Rio-Negro

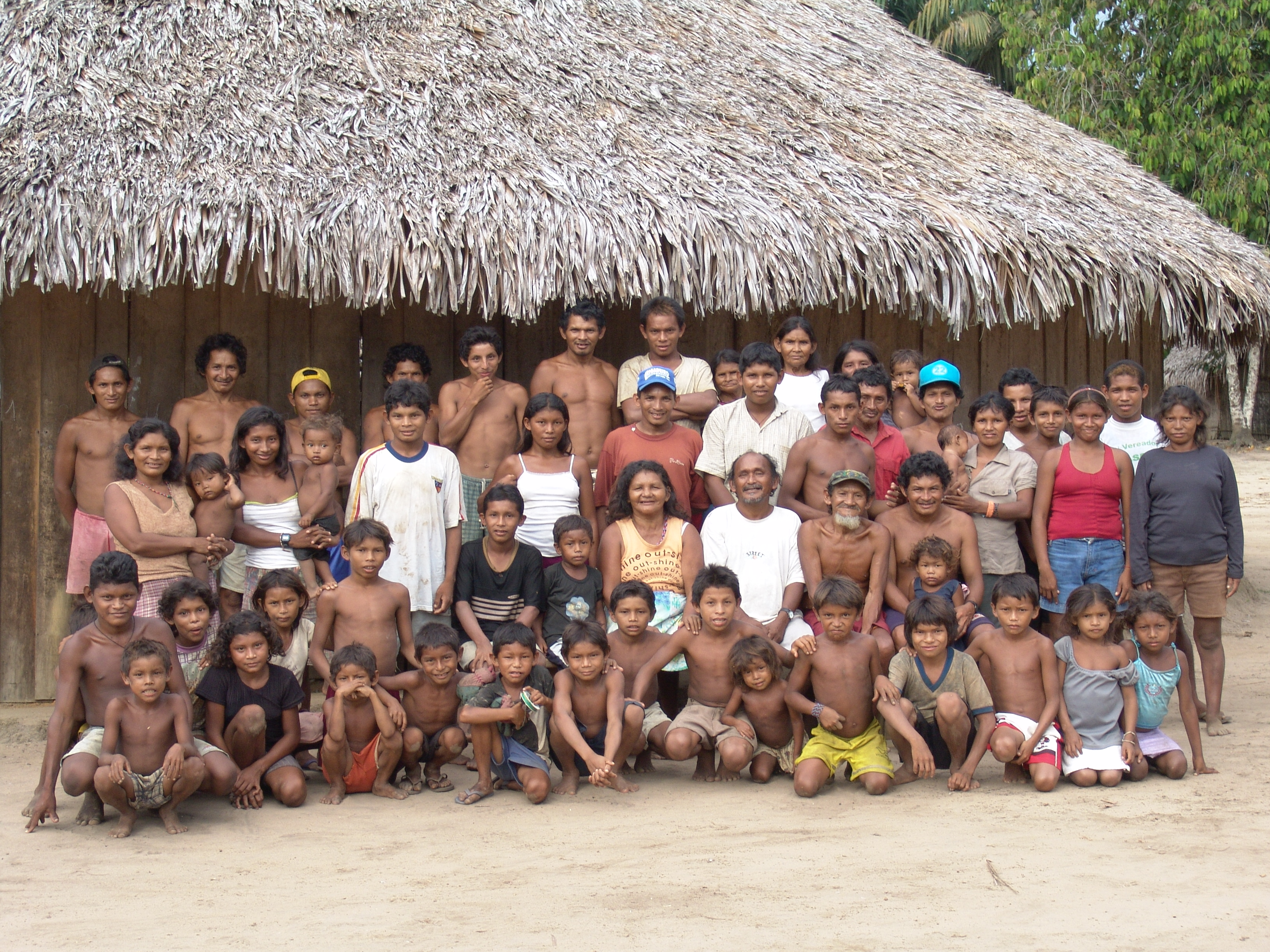
Tribo Macu-nadebes (2004).

Os nadebes-do-rio-negro ou Kuyawi são um grupo étnico minoritário com aproximadamente trezentas pessoas. Estão bem espalhados, habitando as margens dos rios Igarapés e Negro, bem como na boca dos afluentes desse: rios Uneiuxi e Téa (temporariamente). Na localidade de Bom Jardim vive um grupo. Alguns poucos se estabeleceram na cidade de Santa Isabel do Rio Negro, centro urbano mais próximo. Em geral, vivem em sítios ao lado de comunidades ou dentro delas. Às vezes, só o grupo doméstico como um casal e seus filhos ou o grupo local com seus parentes como cunhados, genros e noras, mães viúvas, netos e tios solteiros, denominada família extensa ou local.
A mobilidade entre eles pode ser explicada também pela resolução dos seus conflitos entre os habitantes do grupo local além da busca pela subsistência alimentar. Quando ocorre um conflito familiar, muda-se para próximo de seus parentes em outros assentamentos ou comunidades passando ali um período de tempo ou mesmo formando um novo assentamento. Sua religiosidade tradicional animista é praticada especialmente através dos benzimentos que giram em torno da doença e da cura. No entanto, com as influências católicas, denominam-se católicos.
Os nadebes-do-rio-negro não possuem líderes ou conselhos étnicos que julguem as causas de conflitos entre eles. Onde há um grupo local de aproximadamente vinte pessoas com no máximo três famílias domésticas, o pai, sogro ou genro de cada família doméstica faz o que melhor entende. Percebe-se a característica de um grupo etnicamente acéfalo, definindo sua liderança de forma independente em cada grupo local.
Temos referido ao povo de "nadebe-do-rio-negro" e sua língua como a “língua nadebe”. Porem, com a miscigenação com outros povos, a auto-baixa estima étnica e falta de um programa educacional bilíngue, muitos deixaram de usar a língua tradicional passando a usar a língua geral (nheengatu) e o português como línguas de comunicação, à exceção de algumas famílias que ainda preservam a comunicação na língua tradicional.
Portanto, fora escrito um artigo propondo esta nomenclatura e o reconhecimento étnico desse grupo dentre os outros habitantes do Médio e Alto Rio Negro. Também com sugestão de incentivo ao uso da língua tradicional fala-se da necessidade de produção de material de alfabetização na língua Nadëb para que haja valorização e preservação étnica.

## Nadebes-do-Roçado
A comunidades de Roçado vive nas Terra Indígena Uneiuxi, na terra firme, nas cabeceiras dos rios Uneiuxí (afluente do Rio Negro) e Pucabi (afluente do rio Japurá). As comunidades de Jutaí e Jeremias habitam na Terra Indígena Paraná do Boá-Boá, na bacia do Japurá. As duas falam uma variedade diferenciada da língua nadebe. Os nadebe do Roçado tem conseguido permanecer mais independentes da exploração e injustiças dos regionais, a invés disso, os nadebe do Rio Negro trabalharam para aos índios dos rios nas suas roças, e foram subordinados nos sítios dos regionais em trocas e dividas com os comerciantes.